# Cái chết của Max Spiers
Cái chết vào ngày 16 tháng 7 năm 2016 của nhà điều tra UFO Max Spiers (hay Maxwell Bates-Spiers, (1976–2016) đã gây ra tranh cãi giữa một số nhà lý thuyết âm mưu, dẫn đến những bản tin từ BBC News và các hãng tin khác.
Spiers qua đời vào ngày 16 tháng 7 năm 2016 tại Warsawa, Ba Lan, trong khi đi thăm bạn mình. Trong bộ tài liệu ngắn gồm nhiều phần về cái chết của ông, do BBC thực hiện, mẹ ông nói rằng bà từng quan tâm đến sức khỏe tâm thần của Spiers trước khi ông qua đời, và bà tin rằng ông ấy đã "dính líu đến đám đông sai trái". Một đoạn video cuối cùng quay cảnh Spiers trước lúc chết tiết lộ những gì mà bà mẹ giải thích là dấu hiệu của tình trạng say thuốc; bà đã từng thấy Spiers trong tình trạng tương tự trong quá khứ sau khi ông dùng heroin. Một nhà lý thuyết âm mưu khác từng thân cận với Spiers cho rằng việc sử dụng ma túy của ông là do người ngoài hành tinh chi phối.

## Bối cảnh
Spiers quan tâm đến thuyết âm mưu từ khi còn nhỏ. Về sau, ông nhớ lại nhiều sự kiện khác nhau bao gồm cả trải nghiệm ngoài cơ thể mà ông dùng để biện minh cho thuyết âm mưu, bao gồm cả niềm tin rằng bản thân ông đã được trời ban cho siêu năng lực lúc mới chào đời. Tại một hội nghị được tổ chức ở Warsawa, Ba Lan, ông đã mô tả cách mà ông tin rằng mình được tạo ra / được sinh ra. Youtube: Max Spiers w Warszawie II KPZ xuất bản ngày 18 tháng 10 năm 2016.
Spiers tin vào một loạt sự kiện huyền bí, chẳng hạn như ông đã bị thay đổi hồi nhỏ để trở thành một siêu nhân (một thuật ngữ mà ông ấy không thích cho lắm). Max tuyên bố rằng phe "siêu chiến binh" này của mình chỉ đơn giản là không hoạt động. Tất cả những gì ông chờ đợi là một từ kích hoạt để đánh thức phe mình Sự tin cậy của Spiers với tư cách là một nhà lý thuyết âm mưu đã bị nghi ngờ bởi những người theo thuyết âm mưu khác, bao gồm cả Adam Borowski từ nhóm Radio Paranormalium, một nhà báo độc lập người Ba Lan cho biết Spiers "dường như thu thập nghiên cứu của những người khác và trình bày như thể đây là của riêng mình" và rằng ông ấy chưa bao giờ chứng minh bất kỳ khả năng nào liên quan đến lời tuyên bố trở thành siêu chiến binh khi mới sinh.
Khi sang Mỹ, Spiers gặp phải tai nạn dẫn đến nứt xương chậu. Điều này dẫn đến một đơn thuốc giảm đau mạnh bằng thuốc phiện. Spiers về sau mắc chứng rối loạn sử dụng opioid. Không thể mua thêm thuốc phiện theo toa, Spiers bắt đầu dùng heroin. Có những lời kể rằng Spiers tái nghiện lúc ở Ba Lan và một đoạn video được quay ngay trước khi chết dường như cung cấp cơ sở cho điều này, vì theo mẹ của Spiers thì ông đã cư xử như những gì từng làm sau khi dùng heroin.
Trong những ngày dẫn đến cái chết này, Max đã ở Ba Lan để tham dự hội nghị và trả lời phỏng vấn. Trong cuộc phỏng vấn này, Max hành động không đúng với tính cách của mình. Có thông tin cho rằng Spiers dường như không được khỏe mạnh là do chịu ảnh hưởng của rượu, ma túy hoặc đơn giản là tất cả những thư nêu trên. Trong những cuộc phỏng vấn này, có những email được trao đổi giữa hai người phụ nữ về tình trạng của Spiers. Số email này được nhà xuất bản của Spiers là Monika gửi tới một nhà trị liệu lượng tử tên Madeline. Madeline cho biết trong email của mình rằng Max mắc chứng tâm thần phân liệt hoang tưởng và rối loạn nhân cách. Họ định lên kế hoạch can thiệp hòng đưa Spiers về lại bình thường trong vài giờ trước khi ông qua đời. Spiers được cho là sẽ tham dự một cuộc họp với Madeline thế nhưng cuộc gặp đó chẳng bao giờ diễn ra cả.

### Cái chết
Max Spiers qua đời ở Ba Lan vì dùng Xanax quá liều vào ngày 16 tháng 7 năm 2016.

### Điều tra và hậu quả
Spiers sau đó được đem trở về Vương quốc Liên hiệp Anh sáu ngày sau khi ông qua đời. Tuy vậy, gia đình Spiers được khuyên không nên xem thi thể của ông. Điều này là do khuôn mặt của ông ấy đã bị biến dạng nghiêm trọng. Khó mà nhận dạng nổi vào lúc này.
Ngày 30 tháng 8 năm 2016, giới chức Ba Lan đã cho mở một cuộc điều tra về các tình huống xung quanh cái chết của Spiers. Cuộc điều tra của họ đang xem xét vụ ngộ sát không tự nguyện của Spiers. Tháng 12 năm 2016, giới chức Anh thông báo họ sẽ tiến hành điều tra về cái chết của Spiers, điều này khác với một cuộc điều tra với mục đích kết tội. (Việc kết tội do Cơ quan Công tố Ba Lan thực hiện vốn dĩ có thể chọn chấp nhận kết quả điều tra hay không.) Một nhân viên điều tra nói với ban điều tra vụ án rằng anh ta đang chờ nhận được báo cáo từ giới chức Ba Lan. Do vậy, quá trình tố tụng đã bị hoãn lại cho đến tháng 2 năm 2017.
Ngày 7 tháng 1 năm 2019, nguyên nhân cái chết của Spiers được công bố là do xài ma túy và mắc viêm phổi.
Mẹ của Spier tuyên bố rằng các giới chức Ba Lan sẽ không công bố tài liệu giấy tờ chứa những chi tiết về cái chết của con trai bà mà không có sự đồng ý bằng văn bản của nạn nhân.